# Witebsk
Witebsk (biał. Віцебск, Wiciebsk; ros. Витебск, Witiebsk) – miasto położone w północno-wschodniej części Białorusi, nad rzeką Dźwiną. Liczy 364,8 tys. mieszkańców (2020). Witebsk jest trzecim pod względem liczby ludności miastem białoruskim.
Miasto należało do Wielkiego Księstwa Litewskiego oraz do I Rzeczypospolitej. Do I rozbioru było miastem królewskim i stolicą powiatu witebskiego oraz województwa witebskiego. Miejsce obrad sejmików ziemskich województwa witebskiego od XVI wieku do pierwszej połowy XVIII wieku. Stanowił ważną twierdzę Bramy Smoleńskiej.

## Historia
Według spisanego w XVIII wieku Latopisu Michała Pancernego znanego jako „Dzieje miasta Witebska” miasto założyła księżna Olga w 974 r., a nazwa pochodzić miałaby od pobliskiej rzeki Wićby.
Witebsk wzmiankowany był po raz pierwszy w 1021, przez długi czas pozostawał ośrodkiem handlowym przy szlaku znad Morza Bałtyckiego do Konstantynopola. Od końca X wieku wchodził w skład Księstwa połockiego. W II poł. XII wieku w wyniku podziałów dynastycznych powstało Księstwo witebskie jako uposażenie księcia Dawida Rościsławicza. Prawdopodobnie już w połowie XIII w. znalazło się przejściowo we władaniu książąt litewskich. W 1320 włączony został do Wielkiego Księstwa Litewskiego, gdy zmarł ostatni książę Jarosław Wasilkowicz, którego córka Maria została wydana za wielkiego księcia litewskiego Olgierda. Księstwo stało się dla Olgierda, po śmierci Giedymina, oparciem w walce z braćmi o władzę nad Wielkim Księstwem Litewskim. Po odniesionym wspólnie z Kiejstutem zwycięstwie, Olgierd zlikwidował w latach 40. XIV w. Księstwo Witebskie i włączył je do Litwy i od tej pory ziemia witebska zarządzana była przy pomocy namiestników książęcych. W 1494 roku król Aleksander Jagiellończyk nadał tamtejszej farze przywilej nadający dziesięcinę.
Król Aleksander w 1503 roku uczynił Witebsk stolicą województwa oraz nadał miastu swobodę wyznania i prawo wyboru wojewody „wedle starego obyczaju, kogo Witebszczanie zapragną”. W 1563 r. został przejściowo zajęty przez Moskwę. Od 1569 na mocy unii lubelskiej wraz z Wielkim Księstwem Litewskim część składowa Rzeczypospolitej Obojga Narodów. Za panowania króla Stefana Batorego rozbudowano zamek. Witebsk w tym czasie został miejscem sejmików i sądów ziemskich. W 1597 Witebsk otrzymał od króla Zygmunta III Wazy prawa miejskie i herb z chustą św. Weroniki przedstawiający twarz Chrystusa na błękitnym polu z czerwonym mieczem. W 1602 roku mieszczanie obronili miasto z zamkiem i pojmali atakujących kozaków Dubiny. W 1605 roku 500 mieszczan walczyło w Inflantach pod Felinem za co ich dowódca został przez sejm za odwagę i męstwo nagrodzony w 1607 r. szlachectwem, herbem Farensbach i nazwiskiem Feliński. W 1614 roku wielki pożar spustoszył miasto i drewnianą farę.
W 1623 prawosławni mieszkańcy zamordowali unickiego arcybiskupa połockiego Jozafata Kuncewicza, znanego z bezkompromisowego szerzenia unii na terenie swojej diecezji. Sąd królewski pod przewodnictwem Lwa Sapiehy skazał za ten czyn dziewiętnastu z nich na śmierć. Miasto straciło także wszystkie przywileje, zburzono jego ratusz, zaś funkcjonujące w nim jeszcze cerkwie prawosławne zamieniono na unickie.
Podczas wojny z Rosją w latach 1654–1667 miasto znajdowało się pod okupacją moskiewską zakończoną Rozejmem andruszowskim. W 1708 r. miasto zostało spalone przez 500 Kozaków i Kałmuków pod dowództwem kapitana Sołowjewa podczas wojny północnej. 3 maja 1733 roku pożar zniszczył miasto. Po I rozbiorze włączony został do Rosji, a miasto włączono do nowo powstałej archidiecezji mohylewskiej. Od 1796 roku był stolicą guberni.
W 1812 pod Witebskiem wojska rosyjskie stoczyły bitwę z wojskami Napoleona I. W 1832 po powstaniu listopadowym usunięto z miasta bernardynów. 20 kwietnia (3 maja) 1917 roku po raz pierwszy mieszkańcy miasta zorganizowali obchody rocznicy przyjęcia Konstytucji 3 maja.
W latach 1924–1991 Witebsk znajdował się w Białoruskiej SRR. W okresie wielkiego terroru NKWD zamordowało ponad 10 tysięcy mieszkańców miasta. Masowe groby znaleziono w piwnicach Soboru Zaśnięcia NMP w Witebsku oraz w pobliżu wsi Chajsy, Łużasna i Palai. Wśród zamordowanych byli między innymi artyści: malarz Jafim Minin, bracia malarz Krzysztof Darkiewicz i historyk sztuki Piotr Darkiewicz, skazani pod bezpodstawnym zarzutem działania w Polskiej Organizacji Wojskowej i rozstrzelani 4 listopada 1937 r. (zobacz operacja polska NKWD). Podczas II wojny światowej, w latach 1941–1944 okupowany przez wojska niemieckie, był rejonem zaciętych walk radziecko-niemieckich i został niemal całkowicie zniszczony, a miejscowi Żydzi wymordowani.
W latach 1988 i 1990 w Witebsku odbywał się Festiwal Piosenki Polskiej, jako przeciwwaga dla Festiwalu Piosenki Radzieckiej w Zielonej Górze. Został on następnie zamieniony na odbywający się dorocznie od 1992 Festiwal „Słowiański Bazar” na którym występują głównie wykonawcy z byłego ZSRR, ale także debiutanci z innych krajów. W 1994 roku w Witebsku po raz pierwszy występowała za granicą Anna Maria Jopek.

Historyczne widoki Witebska
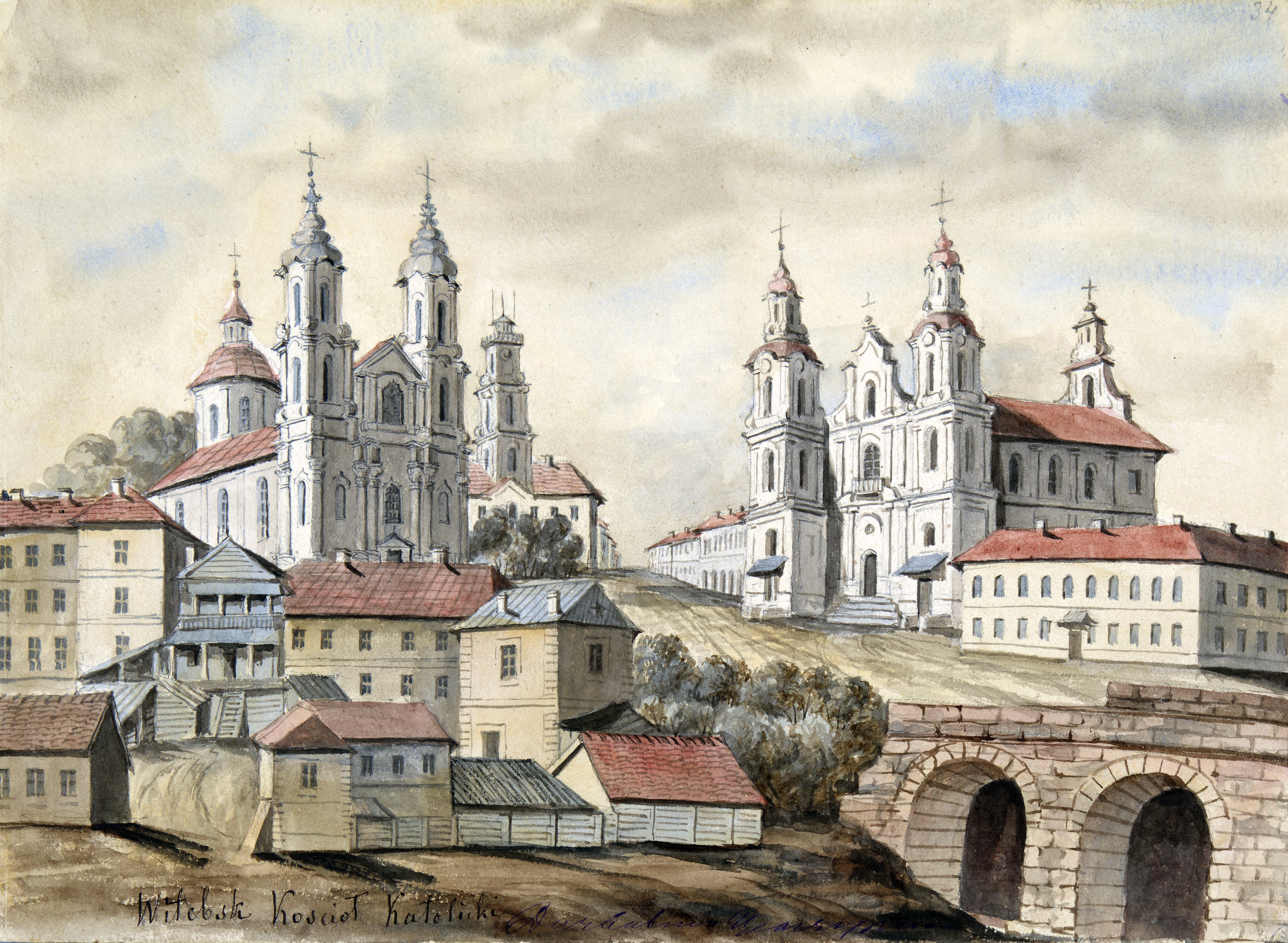
Od lewej cerkiew Zmartwychwstania Pańskiego, wieża ratuszowa, kościół św. Antoniego, Napoleon Orda
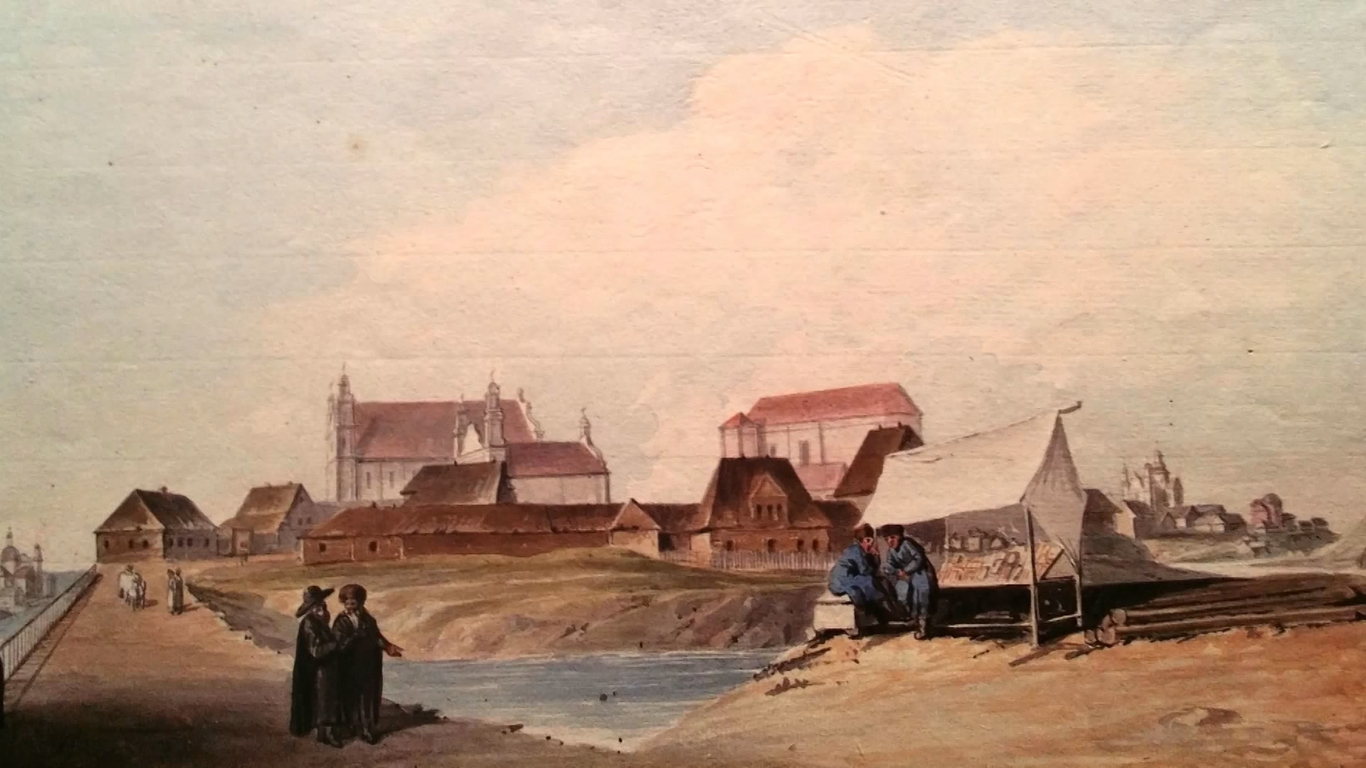
Kościół farny na Zamku Niskim, 1798–1804, Józef Peszka
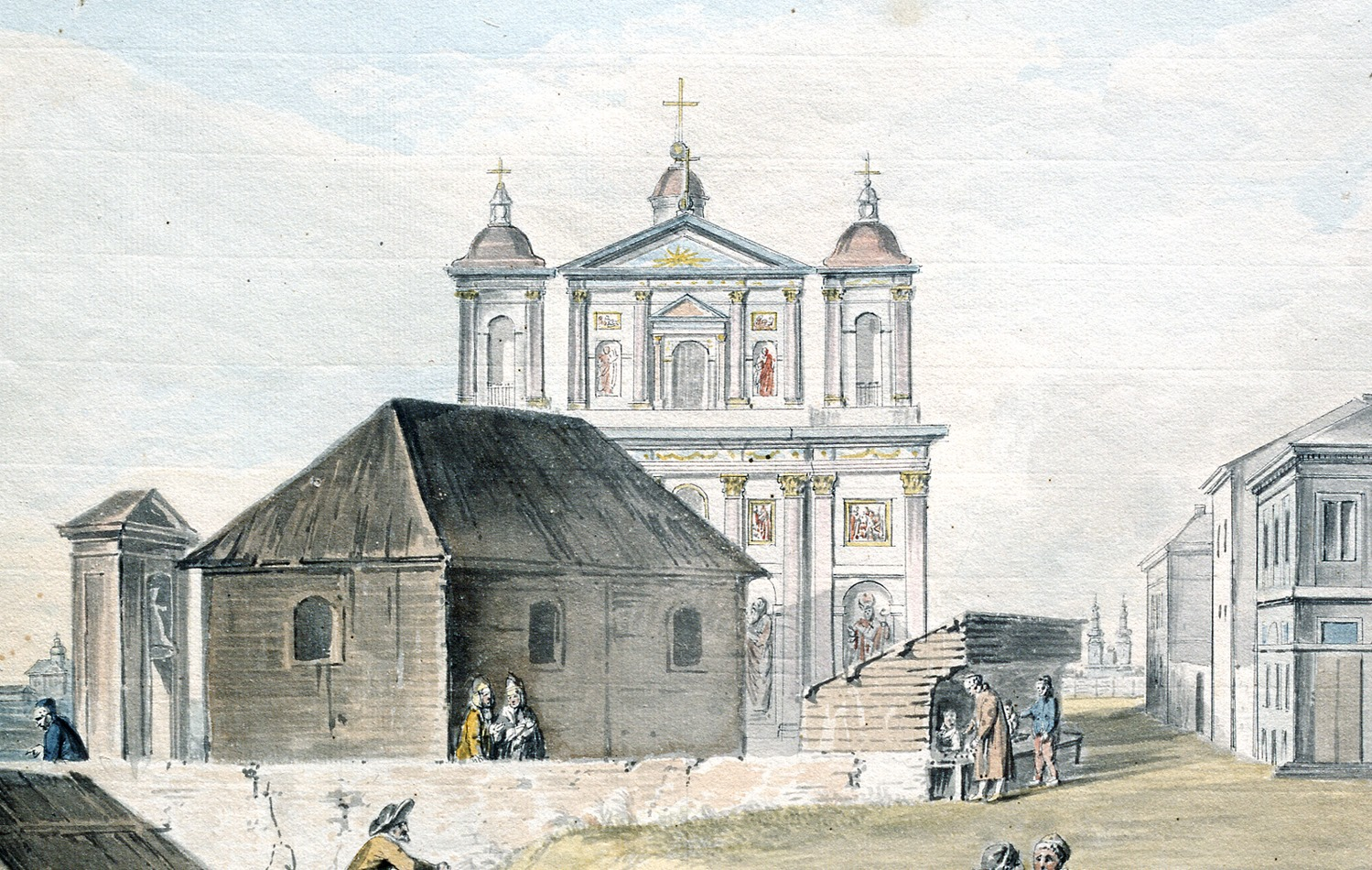
Widok Witebska, 1798–1804, J. Peszka
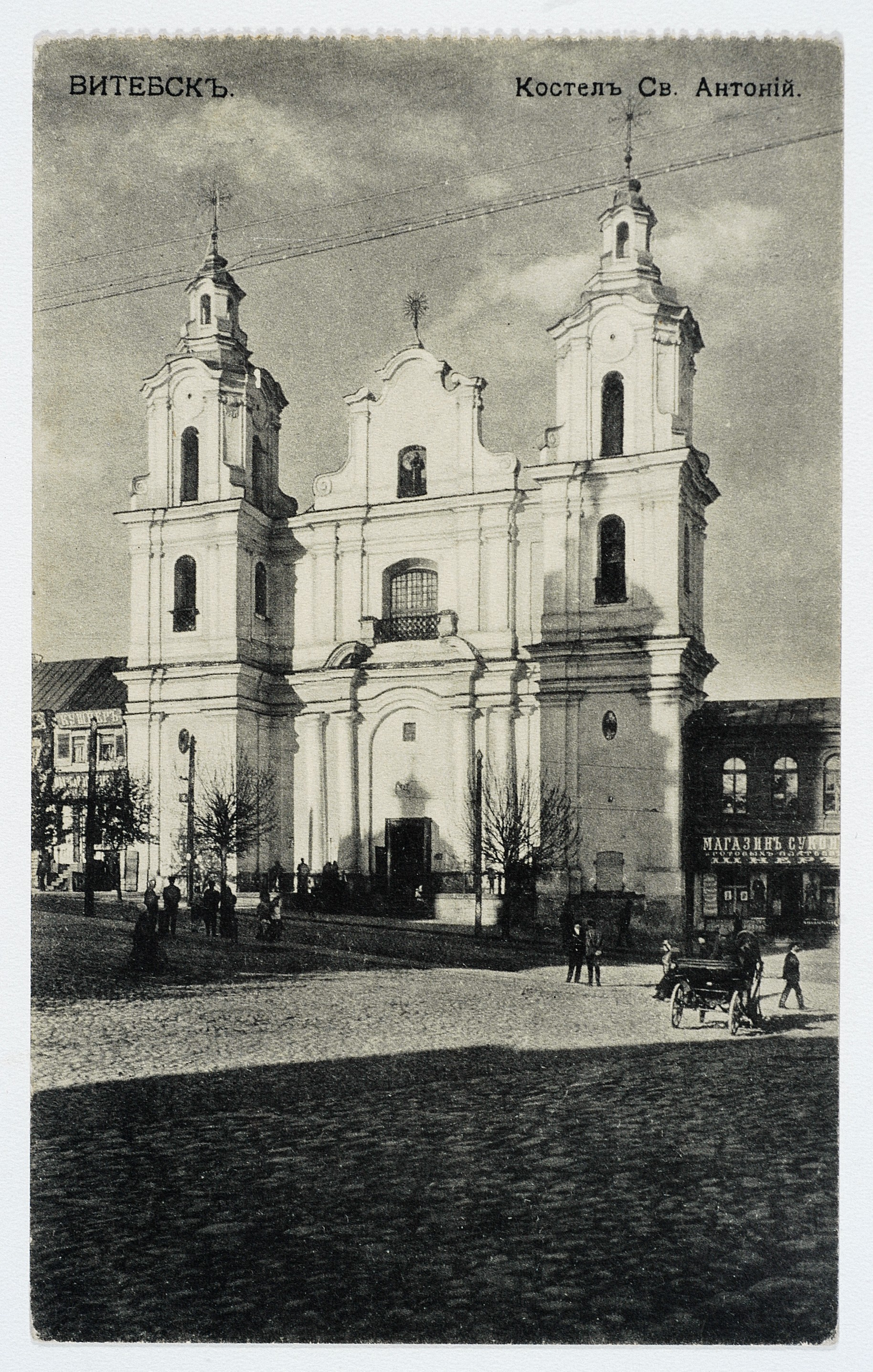
Kościół św. Antoniego

## Demografia
Rozwój demograficzny miasta w XIX, XX i XXI wieku:

## Zabytki
- Ratusz (1775) – barokowo-klasycystyczny, wielokrotnie przebudowywany. Obecnie w budynku muzeum krajoznawcze założone w 1918
- Pałac Gubernatora (Pałac Kudzimowiczów) w stylu klasycystycznym – zbudowany przed 1772 rokiem przez ziemian Kudzimowiczów na skarpie nad Dźwiną. W 1806 roku został zakupiony na siedzibę rosyjskiego gubernatora. W 1811 roku architekt F. Sankowski dobudował nowy korpus z reprezentacyjną sala i kaplicą. W 1812 roku pałac stanowił sztab i kwaterę cesarza Napoleona. Po zniszczeniach wojennych został odbudowany i obecnie mieści urzędy.
- Kościół św. Barbary z XIX w. – zbudowany w 1785 jako cmentarny, przebudowany w 1884 w stylu neoromańskim, zamknięty w latach 30. XX wieku, częściowo zniszczony w czasie II wojny światowej, w 1990 zwrócony wiernym. W latach 1999–2011 katedra diecezji witebskiej. Obok kościoła kaplica z 1800 roku.
- Cerkiew bazylianów pw. Zaśnięcia Matki Bożej i św. Józefa. Ufundowana w 1690 r., przez podkomorzego witebskiego Adama Franciszka Kisiela na miejscu zabójstwa św. Jozafata Kuncewicza. Barokowa cerkiew bazyliańska z lat 1715–1743 wzniesiona według projektu arch. Józefa Fontany została wysadzona w powietrze przez bolszewików w 1937 roku[14] i odbudowana w latach 2000–2010. Zachowały się dwa budynki klasztorne z 1775. W jednym z nich mieści się obecnie gimnazjum #1, w drugim jeden z oddziałów muzeum krajoznawczego i prawosławne seminarium duchowne.
- Cerkiew bazylianów pw. Zmartwychwstania Pańskiego. Powstała w latach 1740–1750 według projektu arch. Józefa Fontany (1716–ok.1773). Została zniszczona przez bolszewików w 1936 r. Odbudowana od fundamentów w latach 2005–2009.
- Cerkiew Zwiastowania Matki Bożej, poddana w latach 1993–1998 rekonstrukcji w pierwotnym stylu staroruskim.
- Sobór Opieki Matki Bożej, wybudowany w 1760 roku, dawny kościół trynitarzy.
- Cerkiew Zaśnięcia NMP, zbudowana w 1858, odnowiona w latach 90. XX w.
- Markowski Monaster św. Trójcy, klasztor prawosławny działający od 1633 (przypuszczalnie także wcześniej, między XIV a XVI stuleciem) z wczesnoklasycystyczną cerkwią Kazańskiej Ikony Matki Bożej oraz przybudowaną do niej cerkiew św. Mitrofana z 1847.
- miejsce po zamku zniszczonym w XVII w. – ulica Zamkowa, obok Pałacu Gubernatora.
- Dom Marca Chagalla (w pobliżu dworca) – po remoncie w 1997 r. otwarto w nim Muzeum Chagalla, ekspozycja to wnętrze sklepu kolonialnego jego matki, pracownia artysty, pokoje mieszkalne i kuchnia.
- Synagoga na Zadźwiniu (w ruinie) z XIX wieku.
- kaplica rodziny Ślepściów pw. NMP Bolesnej, wybudowana w 1859 r. przez Stefana Dunin-Ślepścia[15].

Zabytki nieistniejące:

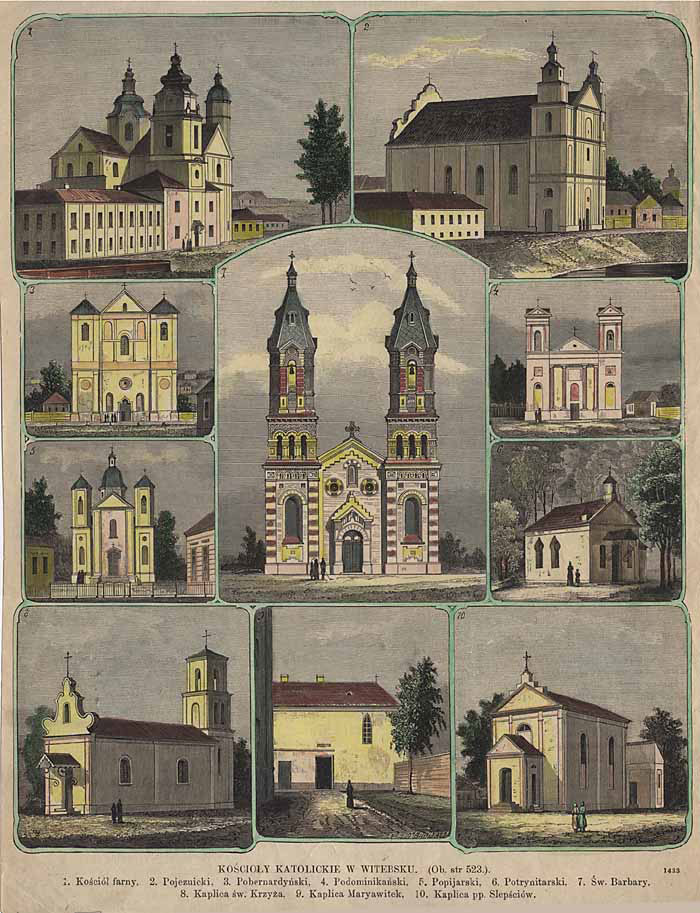
Kościoły katolickie w Witebsku w 1884 r.

- Fara pw. św. św. Piotra i Pawła z lat 1754–1762, proj. Józef Fontana (1716–ok.1772). Trójnawowa hala na planie prostokąta z dwuwieżową fasadą[potrzebny przypis].
- Kościół Najświętszej Trójcy (farny) Mariawitek. Zburzony w 1957 roku.
- Kościół Bernardynów św. Antoniego Padewskiego z klasztorem.
- Kościół Jezuitów św. Józefa (później sobór św. Mikołaja) z klasztorem. Zburzony w 1957 roku.
- Kościół Dominikanów św. Michała Archanioła z 1763 r.[potrzebny przypis]
- Kościół Pijarów (po Powstaniu listopadowym przekazany luteranom) i klasztor.
- Cerkiew św. św. Piotra i Pawła z 1780 roku.
- Cerkiew Zmartwychwstania Pańskiego z 1800 roku.
- Cerkiew Trójcy Świętej z 1761 roku
- Cerkiew św. Proroka Eliasza z 1746 roku
- Cerkiew Objawienia Pańskiego z 1805 roku.
- Monaster Świętego Ducha z XVII, XVIII w.
- Cerkiew Narodzenia NMP (lub Narodzenia Chrystusa) z lat 1807–1810.
- Cerkiew Świętego Zbawiciela z 1819 roku.
- Cerkiew św. Jana Chrzciciela z 1816 roku.
- Cerkiew Podwyższenia Krzyża Świętego z lat 1806–1816.
- Cerkiew św. Borysa i Hleba z XVI w.
- Cerkiew św. Mikołaja Cudotwórcy z lat 1791–1799.
- Cerkiew św. Jerzego z 1876 roku.
- Kaplica Mariawitek.
- Kaplica św. Krzyża.
- Kościół Trynitarzy[potrzebny przypis].
- Synagoga Chóralna.
- Synagoga Chłodna.

Wybrane zabytki Witebska
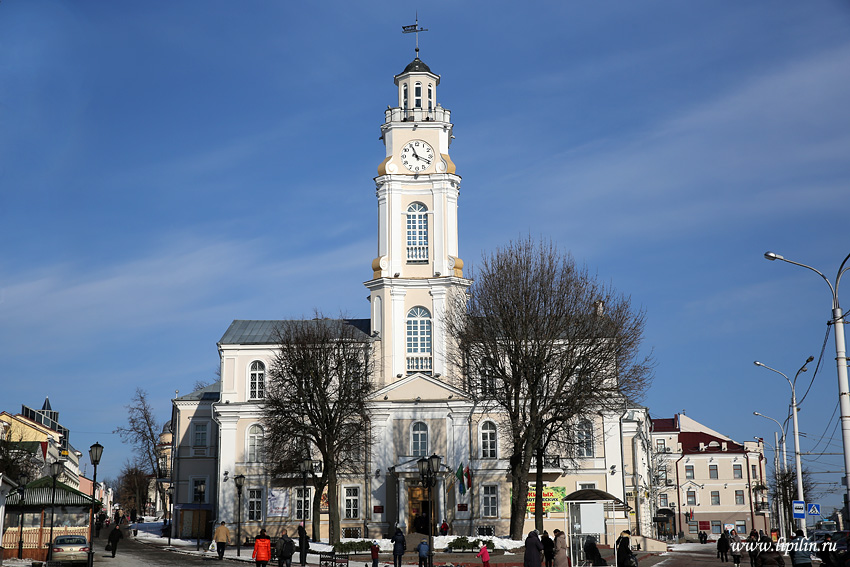
Ratusz w Witebsku
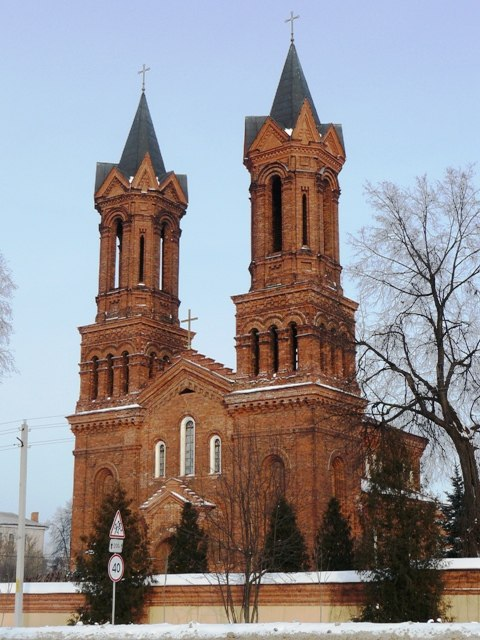
Kościół św. Barbary
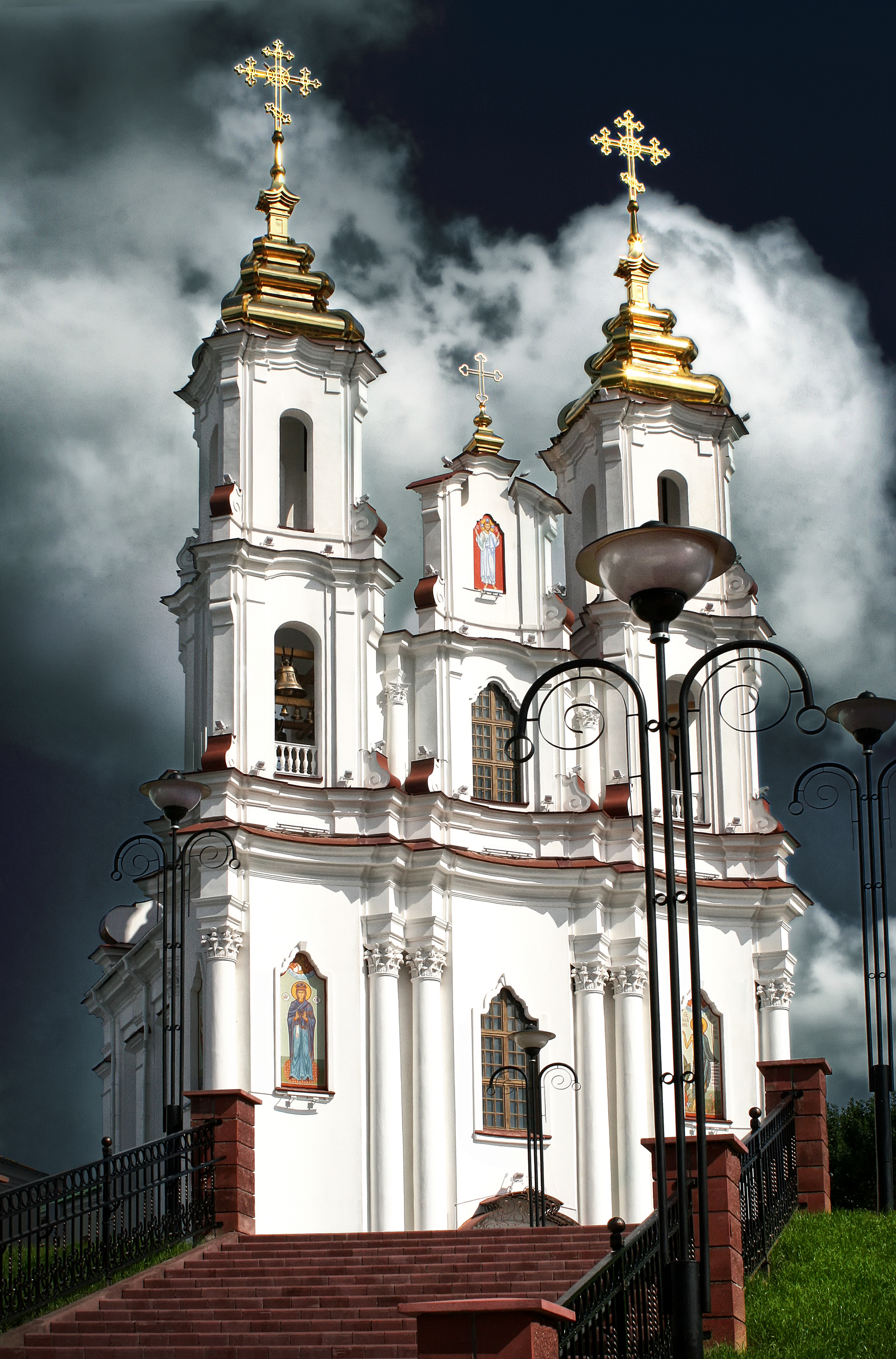
Cerkiew Zmartwychwstania Pańskiego
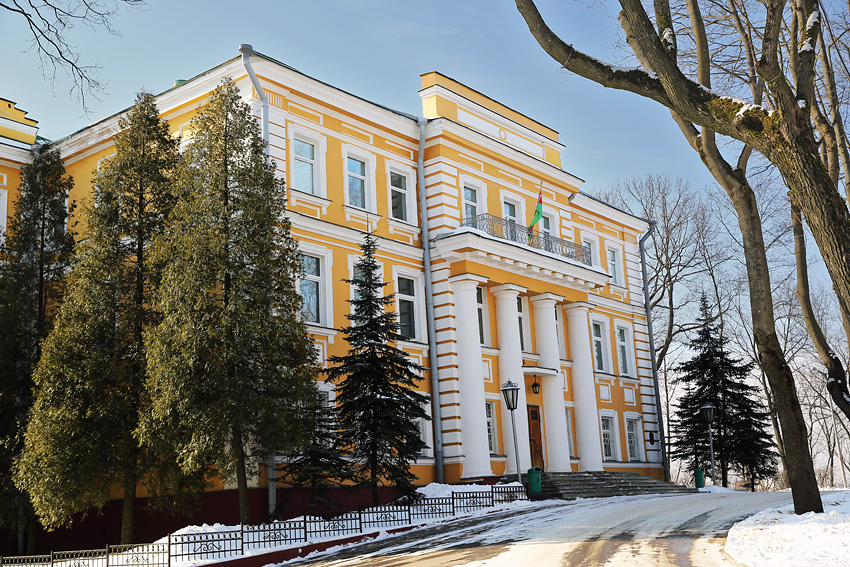
Pałac Gubernatora
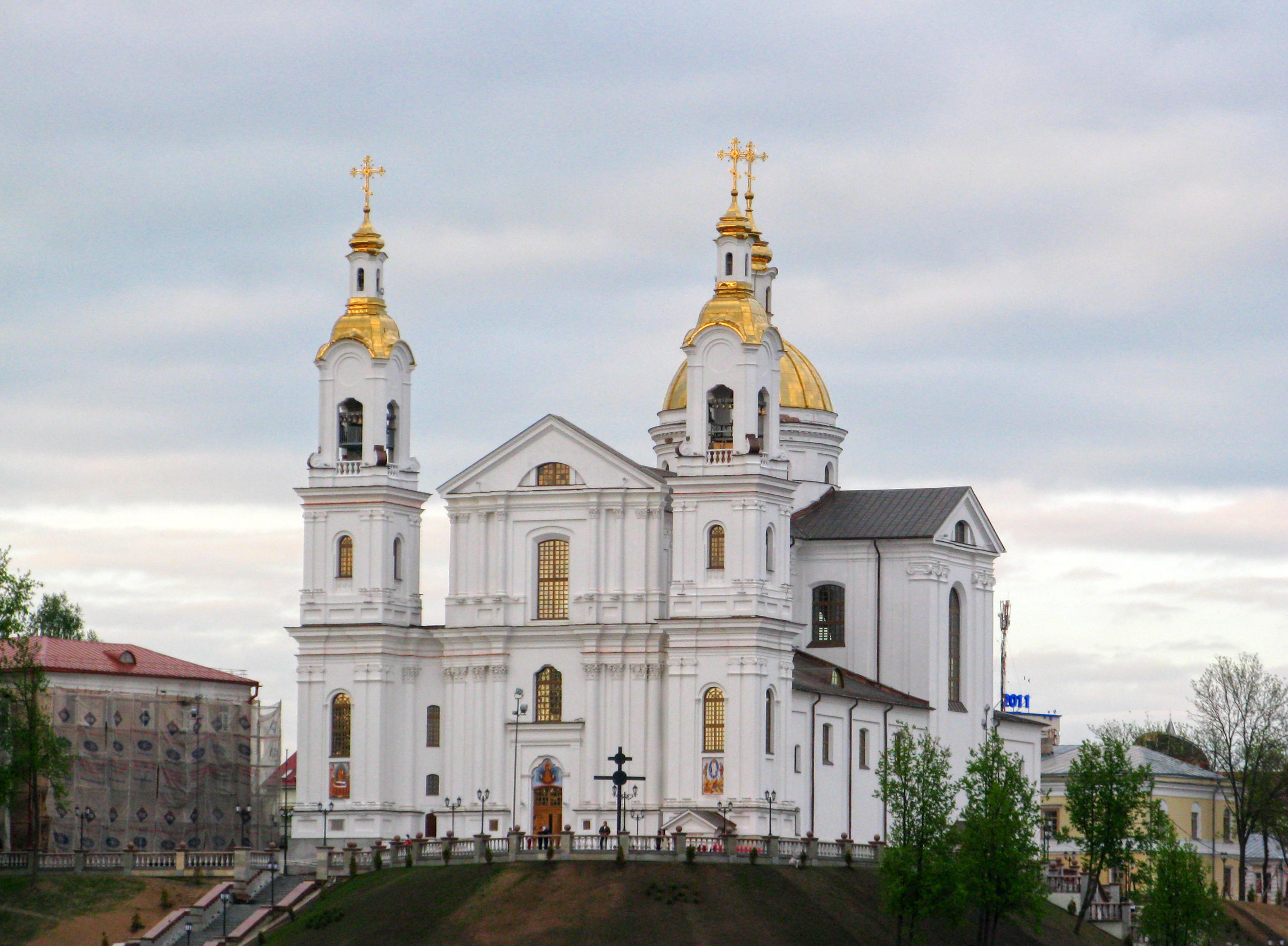
Cerkiew bazylianów pw. Zaśnięcia NMP proj. J. Fontany
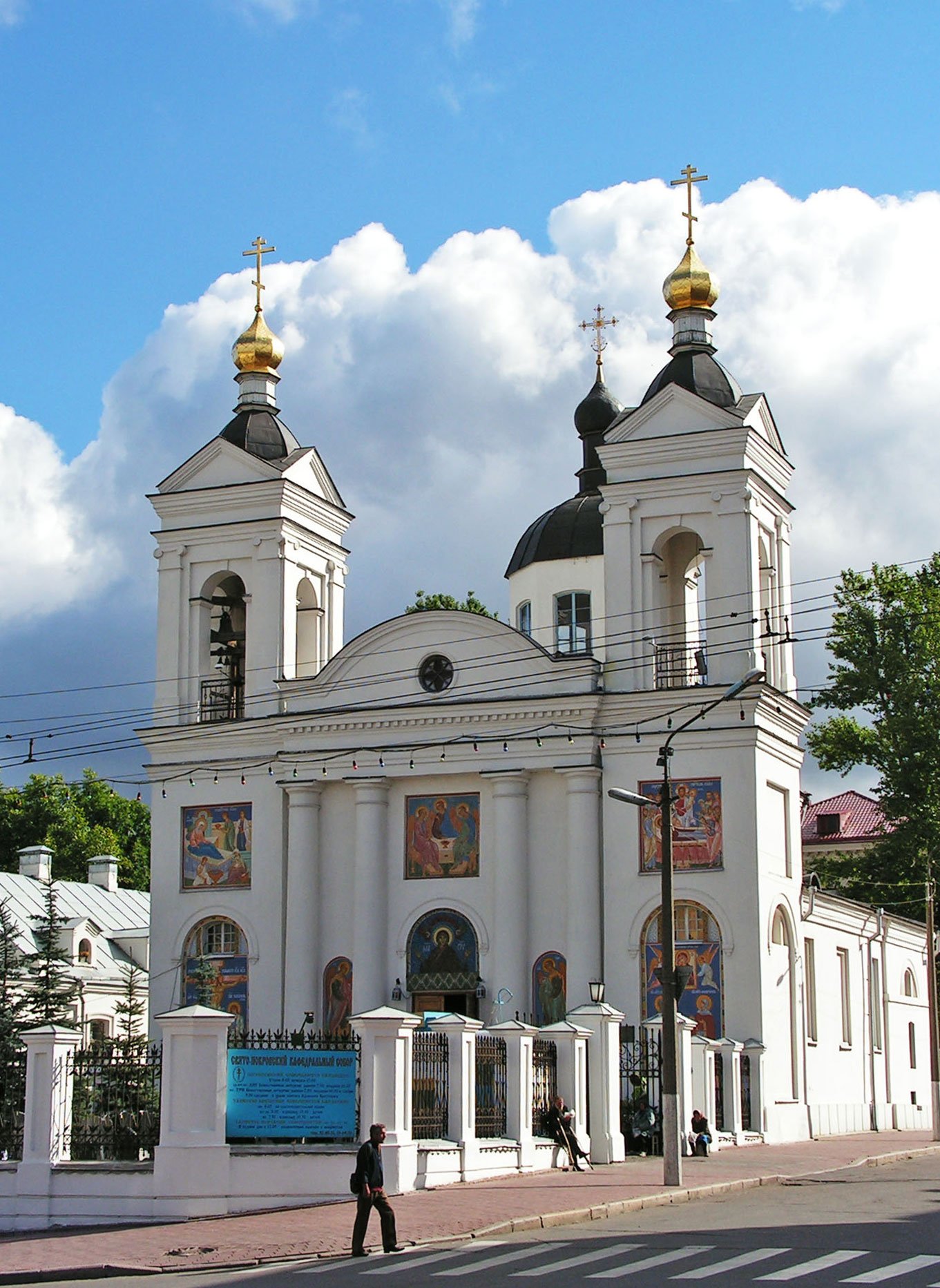
Dawny kościół Trynitarzy (ob. cerkiew)

## Gospodarka
Witebsk jest jednym z największych ośrodków gospodarczych Białorusi. W mieście znajdują się zakłady przemysłu włókienniczego (dziewiarskiego i jedwabniczego, ponadto produkcja dywanów), odzieżowego, maszynowego, elektrotechnicznego, metalowego, chemicznego, drzewnego, materiałów budowlanych, spożywczego. Wybudowano jeden z głównych węzłów kolejowych.

## Transport

### Transport drogowy
W Witebsku zaczyna się droga magistralna M3, która łączy Witebsk z Mińskiem. Prowadzą tu również drogi republikańskie o numerach R20, R21, R25, R87, R112 oraz R115. W pobliżu Witebska przebiega również droga magistralna M8, która jest jednocześnie częścią trasy europejskiej E95.

### Transport kolejowy
Pierwsza stacja w Witebsku została otwarta w 1866 roku i była to stacja dla jednego z pierwszych połączeń kolejowych na terenach dzisiejszej Białorusi – trasa Dyneburg – Witebsk. W Witebsku znajdują się dwie stacje kolejowe Witebsk oraz Łuczosa.

### Transport publiczny
Od 1898 roku w Witebsku funkcjonuje system tramwajowy, a w 1978 uruchomiono linie trolejbusowe.

### Transport lotniczy
W okolicy Witebska mieści się port lotniczy Witebsk Wostoczny.

## Oświata i nauka
W Witebsku znajduje się pięć szkół wyższych. Miasto jest siedzibą Witebskiego Uniwersytetu Państwowego im. Piotra Maszeraua, Witebskiego Państwowego Uniwersytetu Technicznego oraz Witebskiego Państwowego Uniwersytetu Medycznego.

Wybrane uczelnie w Witebsku
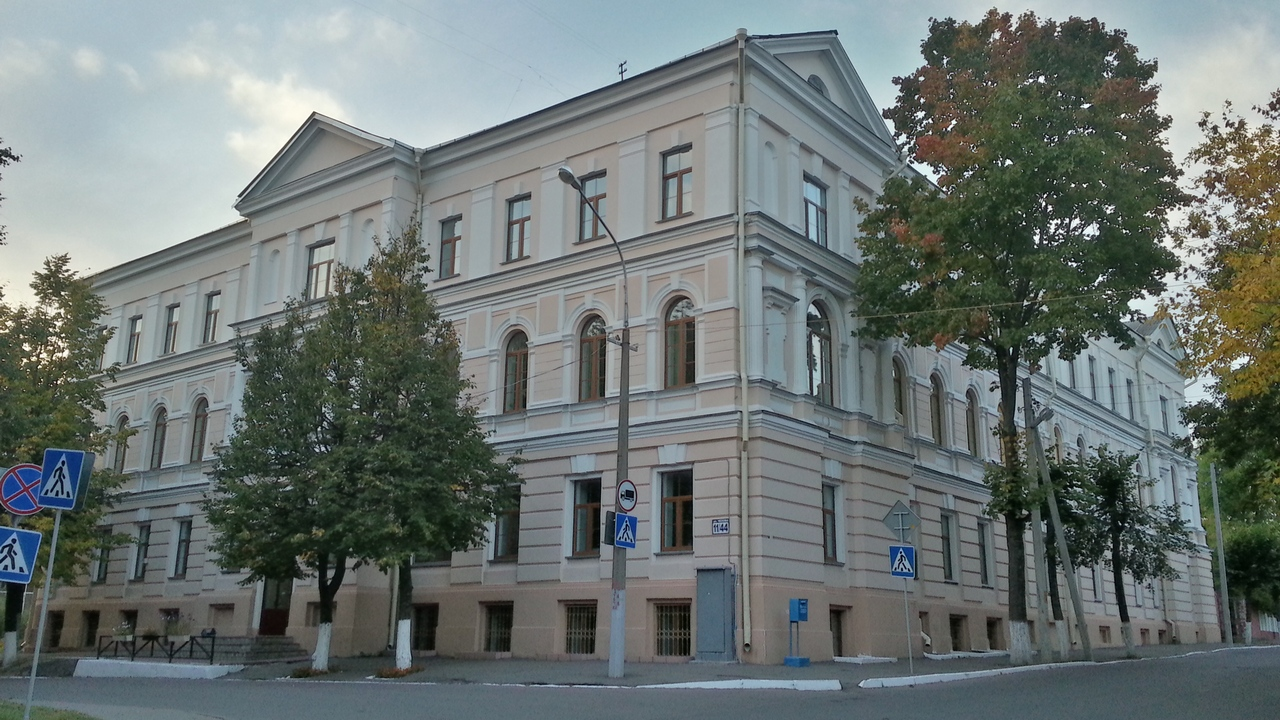
Witebski Uniwersytet Państwowy im. Piotra Maszeraua
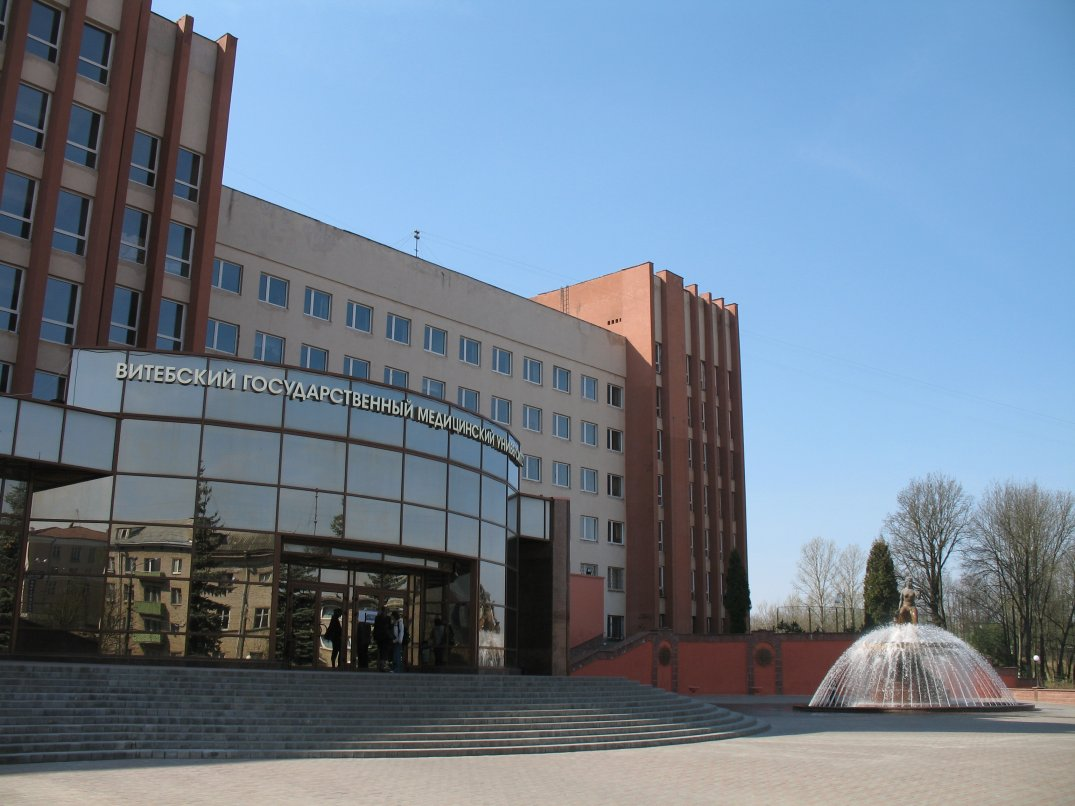
Witebski Państwowy Uniwersytet Medyczny

## Sport
Głównymi klubami sportowymi Witebska są hokejowy HK Witebsk, piłkarski FK Witebsk i futsalowy Witen Witebsk. Piłkarze FK Witebsk rozgrywają mecze na wielofunkcyjnym stadionie Wiciebski centralny spartyuny kompleks, liczącym 8144 miejsc siedzących.

## Religia

### Kościoły i związki wyznaniowe
Witebsk jest siedzibą władz zwierzchnich i jednostek administracyjnych Kościoła Katolickiego i Prawosławnego: diecezji witebskiej oraz eparchii witebskiej i orszańskiej. Z tego względu w mieście znajduje się katedra i sobór katedralny. W Witebsku jest 11 cerkwi prawosławnych, 4 kościoły katolickie, cerkiew grecko-katolicka, synagoga oraz zbór Kościoła Ewangelicko-Luterańskiego.

Świątynie w Witebsku
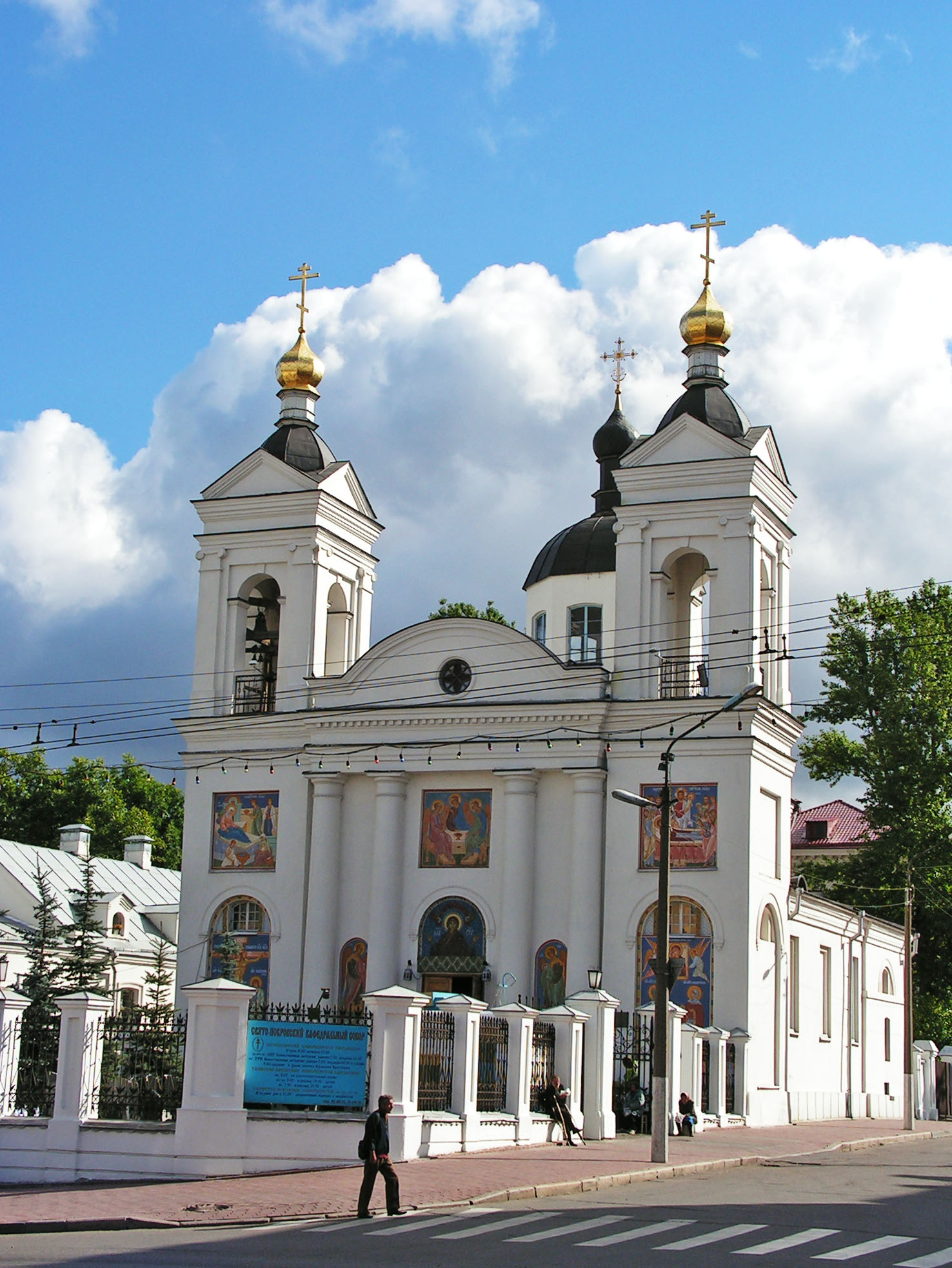
Prawosławny sobór Opieki Matki Bożej w Witebsku
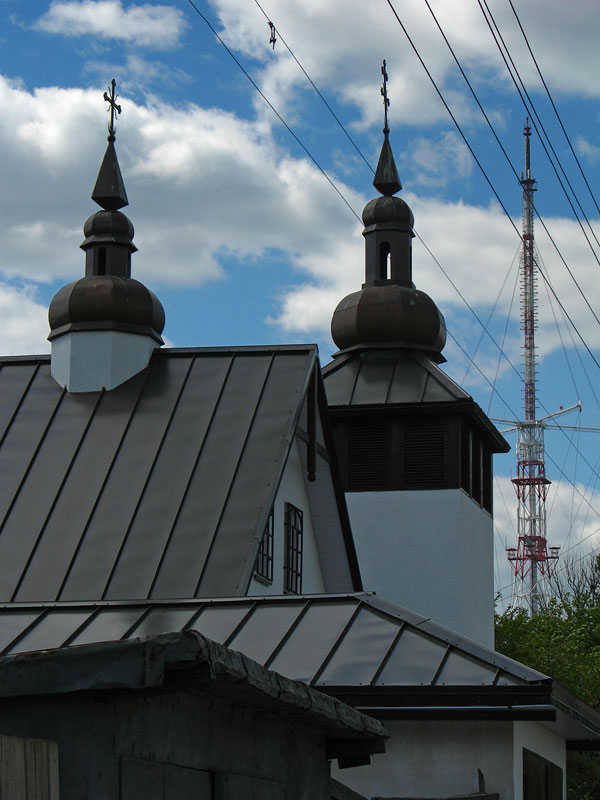
Greckokatolicka cerkiew Zmartwychwstania Pańskiego w Witebsku

## Dzielnice i osiedla
Witebsk jest podzielony na trzy główne dzielnice oraz znajdujące się w nich osiedla mieszkaniowe:
- Żeleznodorożny Rajon[17]
  - Dawidówka
  - Terespol
  - Bicjalowa
  - Miszkowo
- Oktiabryski Rajon[18]
  - Żurżewo
  - Wostok
  - Ulanowiczy
  - Pieskowatyk
  - Kliny
  - Janapal
  - Sebiachy
- Pierwomajski Rajon[19]
  - Bilewo (podział na części 1-4)
  - Baroniki
  - Markowszczyzna
  - Medcentr
  - Tarny
  - Jug (podział na części od 1 do 7 oraz 7A)
  - Wasjuty
  - Zielone Miasto
  - Oriechowo
  - Szpili
  - Luczosa
  - Nikropole

## Ludzie związani z Witebskiem

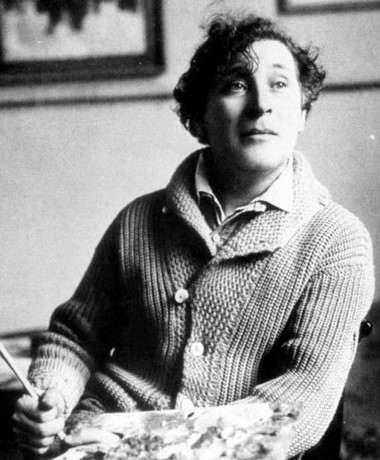
Marc Chagall

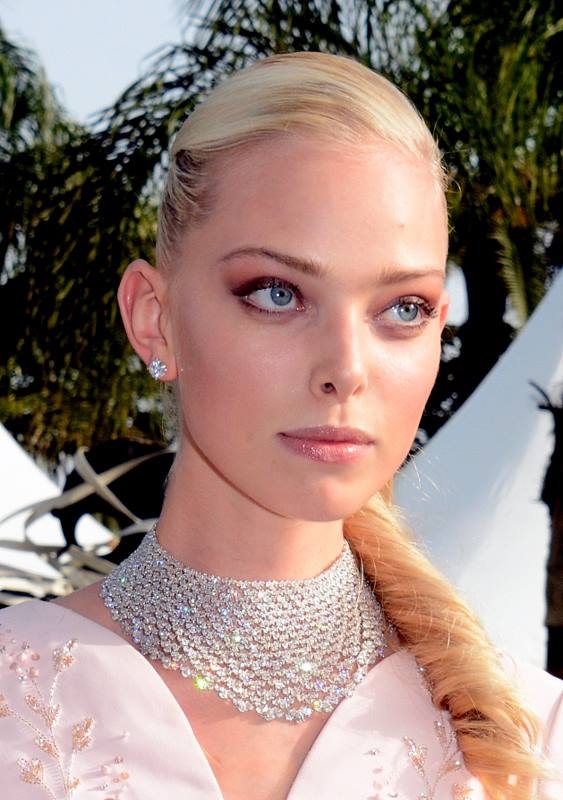
Tacciana Dziahilewa

- Władysław Blin (ur. 1954) – polski rzymskokatolicki biskup witebski
- Tomasz Bohdanowicz-Dworzecki – polski architekt
- Tadeusz Brzozowski (generał jezuitów) – polski jezuita, dziewiętnasty z kolei generał zakonu jezuitów
- Marc Chagall – rosyjski malarz i grafik żydowskiego pochodzenia, przedstawiciel kubizmu i internacjonalizmu w malarstwie
- Władysław Marian Jakowicki – polski profesor, podpułkownik lekarz Wojska Polskiego, oficer I Brygady Legionów Polskich
- Bronisław Kaminski – rosyjski zbrodniarz wojenny na służbie hitlerowskich Niemiec
- Kazimierz Malewicz – malarz i teoretyk sztuki, prowadził działalność pedagogiczną i artystyczną w Witebsku (grupa Unowis)
- Borys Malkin – polski antropolog i entomolog, badacz kultur Indian Ameryki Południowej
- Franciszek Dionizy Kniaźnin – polski pisarz oświecenia
- Adam Sławoczyński – polski dowódca wojskowy, generał dywizji Wojska Polskiego
- Piotr Szymanowski – polski generał
- Józef Wasilewski – polski dowódca wojskowy, generał brygady Księstwa Warszawskiego
- Tacciana Dziahilewa – białoruska supermodelka

## Miasta partnerskie
- Gelendżyk, Rosja
- Nienburg, Niemcy
- Psków, Rosja
- Stupino, Rosja
- Frankfurt nad Odrą, Niemcy
- Harbin, Chińska Republika Ludowa
- Zielona Góra, Polska (do 1 marca 2022 r.)[20]